# 苗栗郡
苗栗郡（びょうりつぐん）は、日本統治時代の台湾に存在した行政区画の一つであり、新竹州に属した。

## 概要
苗栗街、苑裡街、頭屋庄、公館庄、銅鑼庄、三叉庄、通霄庄、四湖庄を管轄し、郡役所は苗栗街に置かれた。郡域は現在の苗栗県苗栗市、苑裡鎮、頭屋郷、公館郷、銅鑼郷、三義郷、通霄鎮、西湖郷に当たる。
1945年3月に重慶国民政府が策定した台湾接管計画綱要地方政制により大湖郡と統合し福星県とする案があったが、政制の廃止により計画は消滅した。

## 歴代首長

### 郡守
- 清水喜七[1]
- 武井雪三[2]
- 森万吉[3]：1924年12月[4] -
- 今井昌治[5]：1926年1月[6] -
- 菱沼宇平[7]
- 山田弥市[8]
- 池田斌[9]
- 小島猛[10]：1936年[11] -
- 山下若松[12]：1939年4月[13] -
- 水崎格[14]：1942年8月[15] -
- 前田民三[16]